# 690 Wratislavia
Wratislavia (asteróide 690) é um asteróide da cintura principal com um diâmetro de 134,65 quilómetros, a 2,5588129 UA. Possui uma excentricidade de 0,1851293 e um período orbital de 2 032,46 dias (5,57 anos).
Wratislavia tem uma velocidade orbital média de 16,80806994 km/s e uma inclinação de 11,28265º.
Esse asteróide foi descoberto em 16 de Outubro de 1909 por Joel Metcalf.